# Nuoro
Nuoro (/ˈnu.o.ro/ ou /ˈnwɔ.ro/, en sarde : Nùgoro) est une ville italienne d'environ 36 000 habitants, chef-lieu de la province du même nom en Sardaigne.

## Géographie
La province de Nuoro occupe la partie centrale de la Sardaigne, de la côte  orientale à la côte occidentale.
Le territoire, composé surtout de collines et de vieilles montagnes, est celui qui a le mieux conservé l'ambiance naturelle, riche en forêts, maquis méditerranéen, paysages sauvages et côtes peu peuplées.
La ville, considérée comme la capitale de la Barbagia (« pays des Barbares »), région qui a résisté le plus aux invasions, s'étend sur une zone appelée « le nuorese ».
Les autres sous-régions de la province sont: les baronnies de Siniscola et Orosei (golfe) et l'Ogliastra à l'est ; les barbagie de Ollolai, de Belvì, de Seulo et le Sarcidano au sud, le Marghine et la Planargia à l'ouest ; un morceau de la Gallura au nord.
La ville surgit sur un plateau granitique dominé à l'est par le mont Ortobene et entouré de vallées et de chaînes montagneuses.
Le climat est tempéré, avec des températures moyennes annuelles tournant autour de 13°-14°, modérément froid l'hiver et chaud en plein cœur de l'été, même si les journées douces ne manquent pas entre les saisons.
Un élément qui doit être souligné est l'instabilité du climat, qui est d'ailleurs propre à l'île tout entière, sujet au changement par l'irruption soudaine d'air froid entraînant une chute de la température.
Plus de la moitié du territoire de la commune de Nuoro est occupé par des terres de pâture, environ un quart par des bois. Le reste est semé en champs ou exploité en sylviculture.
Des pâtures arborées de la Serra, où, dans les zones qui ont échappé aux incendies des années 2010, l'on trouve des chênes-lièges et des chênes pédonculés, on passe aux bois de Jaccu Piu, de Valverde et de l'Ortobene, aux zones cultivées en oliviers, amandiers et vignes de la partie haute de Marreri, de Badde Manna et Su Grumene, aux zones de pâtures de Corte, auparavant zones cultivées.

## Culture
Nuoro est le chef-lieu de la province. Il s'agit d'une ville « à l'échelle humaine ». Elle se caractérise par le mariage de structures modernes entourant des témoins de ses origines antiques (quartiers de San Pietro et de Seuna). Le Musée spéléo-archéologique qui expose une synthèse des riches événements survenus dans la Préhistoire et dans la Protohistoire. Le Musée ethnographique expose les objets et les costumes des traditions populaires de la région. L'intérêt architectonique et artistique des églises des « Grazie », le Dôme et les petites églises champêtres de la Solitude, où repose la dépouille de l'écrivain Grazia Deledda, et de Valverde. Depuis ses anciennes racines, Nuoro a produit des citoyens de haute stature artistique ou littéraire, tels que Grazia Deledda, prix Nobel de littérature en 1926; les poésies d'un Sebastiano Satta sont intenses et vigoureuses; Salvatore Satta, apparenté au précédent, était un juriste renommé et un écrivain, auteur notamment du roman le Jour du jugement. Les œuvres du sculpteur Francesco Ciusa sont considérées comme d'un niveau artistique de premier plan, entre autres la Mère de l'assassiné. Les sculptures de Costantino Nivola, réalisées en pierre et en bronze, ont donné leur cachet à la place Sebastiano Satta.

## Zone bleue
Nuoro est à l'origine de l'appellation de zone bleue qui identifie les rares régions du monde où la longévité des habitants est très nettement au-dessus de la moyenne.
Le nom a été créé par l'universitaire italien Gianni Pes et le démographe belge Michel Poulain. Ils ont découvert en 2000 à Nuoro la plus forte concentration au monde d’hommes centenaires alors connue localisée dans de nombreux villages de montagne de cette province.
Les hommes de Nuoro, souvent d'anciens bergers, ont la même espérance de vie que les femmes et où l'on compte 30,9 centenaires pour 100 000 habitants avec des nonagénaires en très bonne condition physique.

## Sport
La ville compte un club de football qui joue en C2 italienne avec la Nuorese.

## Administration
| Période                                  | Période  | Identité     | Étiquette                            | Qualité |
| ---------------------------------------- | -------- | ------------ | ------------------------------------ | ------- |
| 14 juin 2015                             | En cours | Andrea Soddu | Lista civica et Parti sarde d'action |         |
| Les données manquantes sont à compléter. |          |              |                                      |         |

### Hameaux
Lollove

### Communes limitrophes
Benetutti (SS), Dorgali, Mamoiada, Oliena, Orani, Orgosolo, Orune

## Jumelage
- Corte (France)
- Tolmezzo (Italie)